# Duhem-Quines tes
Duhem-Quines tes, namngiven efter Pierre Duhem och Willard Van Orman Quine, är en kunskapsteoretisk tes som hävdar att det är omöjligt att testa en lag, ekvation eller hypotes isolerat. Elementen i en teori — såsom lagar, definitioner, postulat och ekvationer — bildar nätverk som sammankopplar de använda begreppen. Teorin måste därför empiriskt bedömas, prövas eller mätas som helhet, och därmed kan man heller inte testa delar av den isolerat. 